# 해병대사령부 초대교회
해병대사령부 초대교회는 서울특별시 용산구 용산2가동 2-18에 있는 건축물이다. 2016년 12월 15일 문화재청장이 대한민국의 등록문화재 등록 예고하였다.

## 등록예고 내용
- 명칭 : 해병대사령부 초대교회
- 수량·규격 : 1동 (면적 : 250.80m2)
- 건립연대 : 1959년
- 소유자 및 소재지 : 국방부 (서울특별시 용산구 용산2가동 2-18)

## 등록예고 사유
한국전쟁 중 창립된 해병대사령부 최초 교회로 신앙전력화의 근원지 역할을 하였다는 군종사적 가치와 해병대사령부의 역사와 흔적이 배어 있는 장소적·공간적 가치를 지닌 건물로, 원형의 보존상태가 양호하고 지속적 보존 및 활용 여건도 양호하므로 문화재로 등록하고자 함

## 같이 보기
- 대한민국 해병대 사령부